# Pak Kwang-ryong
Pak Kwang-ryong (en coreano: 박광룡; Pionyang, 20 de septiembre de 1992) es un futbolista profesional norcoreano que juega como delantero, actualmente se encuentra sin club.
Es el primer jugador en la historia de Corea del Norte en participar en un partido de UEFA Champions League, lo hizo en el año 2011 frente al Manchester United, partido que terminó con un marcador final de 3-3. Además es el tercer jugador norcoreano en jugar un partido oficial de UEFA Europa League.

## Trayectoria
Nacido en Pionyang, Pak inició su carrera en el Kigwancha de Sinŭiju, antes de unirse al FC Wil 1900 en Suiza e iniciar su carrera en Europa. Se unió al FC Basel, el 27 de junio de 2011 procedente de Wil. Jugó para el club en la Uhrencup durante julio de 2011 y marcó un gol en la victoria por 2-1 contra el West Ham United. Pak hizo su debut en la liga con el primer equipo como suplente el 16 de julio de 2011 en el empate 1-1 contra el BSC Young Boys.
Debido a que nació en 1992, era elegible para jugar para el equipo sub-19 de Basilea recién formado en la serie NextGen 2011-12. Marcó su primer gol para ellos durante el primer partido del equipo contra el Tottenham Hotspur F.C.
Pak es el primer futbolista de Corea del Norte en jugar un partido de UEFA Champions League, fue en la temporada 2011-2012, Pak entró como suplente en el minuto 81 del empate 3-3 del FC Basel ante el Manchester United en Old Trafford. Al final de la temporada 2011-12 ganó el Doblete con el Basel, el título del Campeonato de Liga y la Copa Suiza.
En la temporada 2012-13, Pak no participó en el primer equipo del FC Basel, jugó regularmente en su equipo filial Sub-21, anotando seis goles en doce partidos. El 11 de enero de 2013, Basilea anunció que algunos de sus jóvenes serían prestados a clubes de ligas inferiores y Pak firmó un contrato con Bellinzona, para que pudiera adquirir experiencia de juego en la Challenge League.
El 20 de junio de 2013, Basilea anunció que prestaría a Pak al club Vaduz de Liechtenstein en la Swiss Challenge League para ganar más experiencia. Tras el traspaso de Raúl Bobadilla al Augsburgo de la Bundesliga, y la lesión de Marco Streller, el Basilea decidió llamar al delantero a su plantilla. Pak jugó solo un partido más con el Basilea antes de volver a ser cedido al Vaduz desde enero de 2014 hasta el final de la temporada. Jugando en los 18 partidos, marcó 9 goles y Vaduz terminó la temporada 2013-14 de la Swiss Challenge League ascendiendo como campeón de liga. El préstamo de Pak se renovó para la siguiente temporada de la Superliga suiza.
Al final de la temporada 2014-15, Basilea no renovó el contrato de Pak. El 1 de julio de 2015 se unió a Biel-Bienne como agente libre. El 4 de enero de 2016, el club decidió rescindió su contrato con el jugador, quien luego firmó con Lausanne.
Pak jugó la temporada 2016-2017 con el Lausanne, y disputó la parte final en la Swiss Challenge League. El futbolista anotó 6 goles en 9 partidos por el club; el Lausanne consiguió el ascenso como campeón de la temporada. En la Superliga suiza, Pak jugó 30 partidos y anotó 5 goles, luego el futbolista terminó su carrera en Suiza, porque fue fichado por el equipo de Austria, St. Pölten.

## Selección nacional
Ha sido internacional con la selección de fútbol de Corea del Norte en varias ocasiones, incluyendo divisiones menores en su país, participó en los Juegos Asiáticos en dos ocasiones (2010 y 2014) en donde su mejor resultado sería la medalla de plata en su segunda participación.

## Clubes
| Club                  | País            | Año         |
| --------------------- | --------------- | ----------- |
| Kigwancha             | Corea del Norte | 2007-2011   |
| FC Will               | Suiza           | 2011        |
| FC Basel              | Suiza           | 2011-2015   |
| Bellinzona (préstamo) | Suiza           | 2013        |
| FC Vaduz (préstamo)   | Liechtenstein   | 2013        |
| FC Vaduz (préstamo)   | Liechtenstein   | 2014-2015   |
| FC Biel-Bienne        | Suiza           | 2015-2016   |
| FC Lausanne           | Suiza           | 2016 - 2017 |
| SKN St. Pölten        | Austria         | 2017-2020   |